# Matthias Kelle
Matthias Kelle (* 1982 in Münster) ist ein deutscher Schauspieler.

## Leben
Matthias Kelle wurde in Münster geboren und wuchs in Detmold auf. Dort besuchte er das Gymnasium Leopoldinum und studierte nach dem Abitur an der Freien Universität Berlin Neuere Geschichte und Theaterwissenschaft, bevor er von 2005 bis 2009 an der Otto-Falckenberg-Schule in München zum Schauspieler ausgebildet wurde. Bereits während des Studiums trat er in verschiedenen Produktionen der Münchner Kammerspiele auf. Sein erstes Theaterengagement war von 2008 bis 2013 am Schauspiel Staatstheater Stuttgart unter der Intendanz von Hasko Weber. Hier arbeitete er unter anderem mit der Regisseurin Johanna Werner und den Regisseuren Volker Lösch, Jan Neumann, Sebastian Baumgarten und Peter Kastenmüller.
Nach dem Ende der Intendanz von Hasko Weber am Schauspiel Staatstheater Stuttgart im Sommer 2013 wechselte Matthias Kelle ans Schauspielhaus Bochum und arbeitete dort unter anderem mit Anselm Weber, Christian Brey, Lisa Nielebock, Robert Schuster, Lukas Langhoff und Roger Vontobel.
2014 wurde er einem größeren Publikum bekannt durch den ARD-Märchenfilm Die drei Federn, basierend auf dem gleichnamigen Märchen der Brüder Grimm. In diesem spielte er den jungen Prinzen Gebhardt an der Seite von Sky DuMont, Jannik Schümann und Kyra Kahre.
Seit 2013 ist er zudem mit der Europäischen Gemeinschaft für Kulturelle Angelegenheiten assoziiert.
Seit der Spielzeit 21/22 ist Matthias Kelle Teil der dreiköpfigen Leitung von Theater Strahl in Berlin.

## Filmografie (Auswahl)
- 2008: Lilly (Kurzfilm)
- 2008: Stillstand (Kurzfilm)
- 2008: Schwimm, wenn du kannst (Kurzfilm)
- 2010: Stagnation (Kurzfilm)
- 2010: Siebter Tag (Kurzfilm)
- 2011: 1969 Life was calling (Kurzfilm / Diplomwerbefilm)
- 2013: Exit (Kurzfilm)
- 2014: SOKO Köln – Tod eines Rappers
- 2014: Sechs auf einen Streich – Die drei Federn
- 2015: Zwei Leben. Eine Hoffnung.
- 2017: In aller Freundschaft – Die jungen Ärzte (Fernsehserie, 3 Folgen)
- 2017: So weit das Meer
- 2018: World on Fire
- 2019, 2024: SOKO Leipzig
- 2019: So weit das Meer
- 2020: Lang lebe die Königin (Fernsehfilm)
- 2020: Heldt – Bochum Boys
- 2020: Notruf Hafenkante – AB negativ
- 2020: Lang lebe die Königin – Regie Richard Huber
- 2020: In aller Freundschaft – Wenn Liebe wehtut
- 2021: Tatort: Rettung so nah (Fernsehreihe)
- 2021: Morden im Norden – Absturz
- 2023: In aller Freundschaft – Die jungen Ärzte – Fluchtinstinkt
- 2024: SOKO Leipzig – In Obhut

## Theater (Auswahl)
- 2020 Fidelio, Regie: Volker Lösch, Theater Bonn
- Seit 2013 assoziiert mit der EGfKA (Europäische Gemeinschaft für Kulturelle Angelegenheiten)

2013–2015
Festes Ensemblemitglied am Schauspielhaus Bochum:
- Das Fleischwerk (Regie: Robert Schuster)
- Drei Männer im Schnee (Regie: Christian Brey)
- Die Nibelungen (Regie: Roger Vontobel)
- Ein Mann will nach oben, Es wird einmal (Regie: Anselm Weber)
- Amphitryon (Regie: Lisa Nielebock)
- Viel Lärm um nichts (Regie: Lukas Langhoff)

2013
Abteilung T/A/T der EGfKA, Berlin / Ringlokschuppen Ruhr Mülheim
- Fatsa/Koina: Athen

2008–2013
Festes Ensemblemitglied am Schauspiel Staatstheater Stuttgart:
- Hamlet, Nachtasyl, Die Gerechten/Occupy (Regie: Volker Lösch)
- Fundament, Frey!, Im Augenblick das Chaos, Tod eines Handlungsreisenden (Regie: Jan Neumann)
- Der Bau (Regie: Hasko Weber)
- Das Leben ein Traum (Regie: Peter Kastenmüller)
- Das Spiel ist aus (Regie: Sebastian Baumgarten)
- Der goldene Drache (Regie: Johanna Wehner)
- Kein Schiff wird kommen (Regie: Annette Pullen)

2008
Münchner Kammerspiele
- Italienische Nacht (Regie: Robert Schuster)

2006
Münchner Kammerspiele
- Macht & Rebel (Regie: Schorsch Kamerun)